# タンヨウパナマ

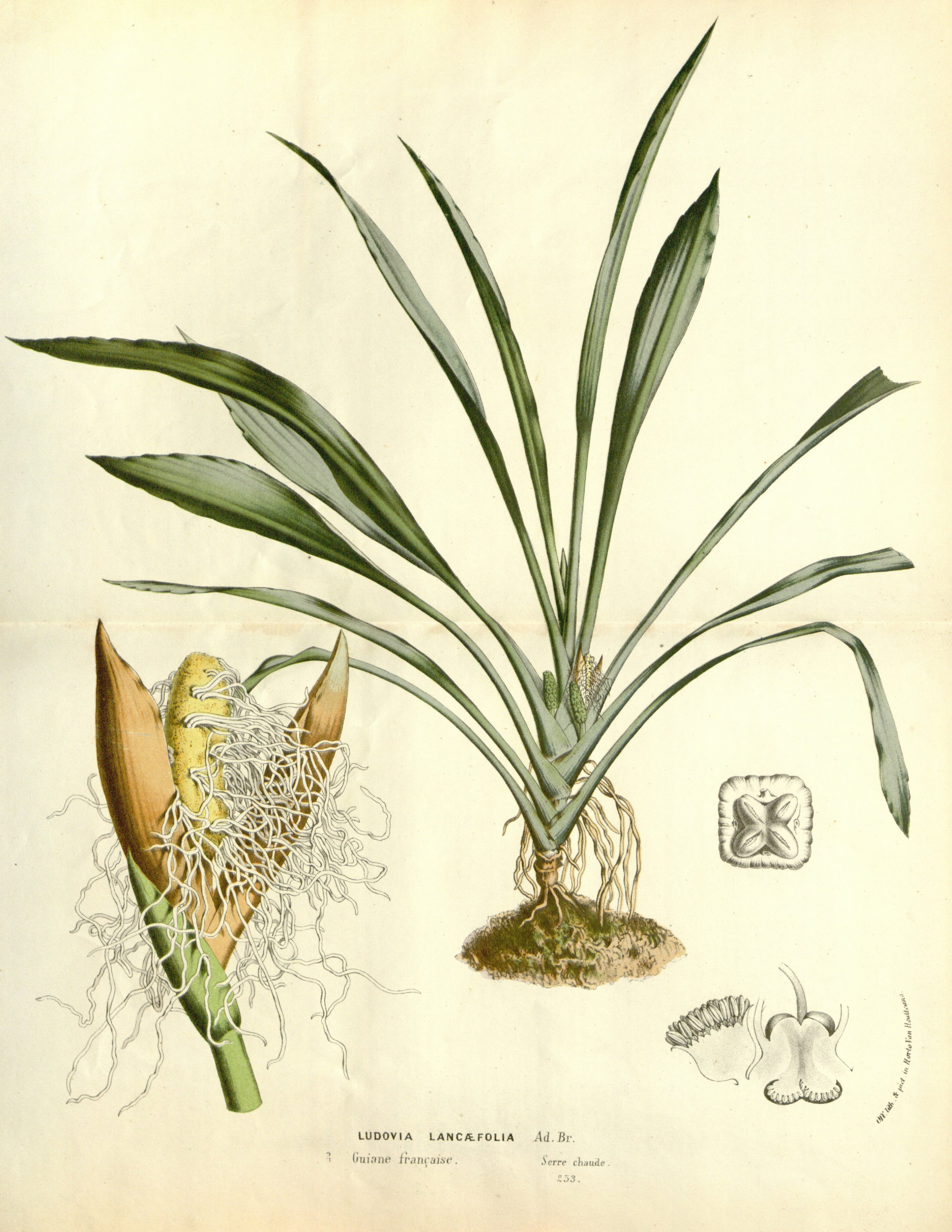

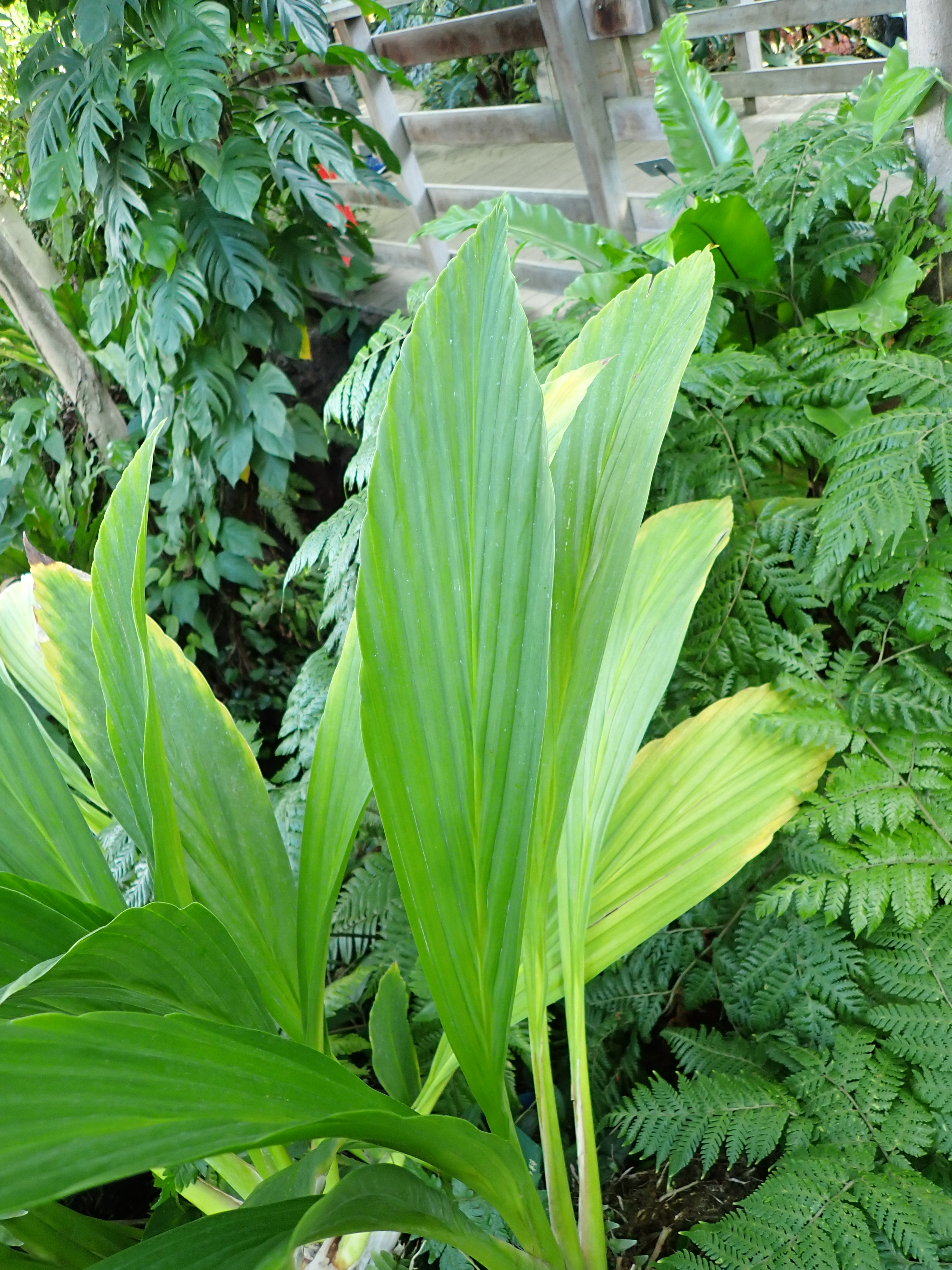
葉縁は裂けない（2024年12月 東京都 夢の島熱帯植物館）

タンヨウパナマ（学名：Ludovia lancifolia）はパナマソウ科の大型の多年生草本。ヤシの姿にも似るが、タンヨウパナマを含むパナマソウ科はヤシ目ではなくタコノキ目に分類される。

## 特徴
パナマソウとは異なり、葉縁は裂けない（「単葉パナマ」の名の由来）。花はパナマソウと同様に肉穂花序から不稔の長く白い雄しべが垂れ下がる。花期は夏だが、長い雄しべを観察できるのは開花日のみとされる。

## 分布
中南米熱帯域のパナマ～ペルー・ブラジル北部原産。

## 利用
日本では温室内で栽培される。ハワイなどの熱帯では屋外栽培可能。